# مارک آلکساندر
مارک آلکساندر (انگلیسی: Marc Alexandre؛ زادهٔ ۳۰ اکتبر ۱۹۵۹) جودوکار اهل فرانسه است.